# Jaunaglona
Jaunaglona (ryska: Яунаглона) är en ort i Lettland.   Den ligger i kommunen Preiļi Municipality, i den sydöstra delen av landet, 200 km öster om huvudstaden Riga. Jaunaglona ligger 148 meter över havet och antalet invånare är 1 053.
Terrängen runt Jaunaglona är mycket platt. Runt Jaunaglona är det glesbefolkat, med 19 invånare per kvadratkilometer. Jaunaglona är det största samhället i trakten.